# Patricia Politzer
Patricia Politzer Kerekes (28 de febrero de 1952) es una periodista, escritora y política chilena. Desde julio de 2021 hasta julio de 2022 se desempeñó como miembro de la Convencional Constitucional, en representación del distrito n.º 10 de la Región Metropolitana de Santiago.

## Trayectoria
Hija de inmigrantes judíos de origen checo y húngaro, estudió en el colegio de la Alianza Francesa de Santiago. Posteriormente ingresó a la escuela de Periodismo de la Universidad de Chile. Tiene una hija de su primer matrimonio y una segunda hija de su matrimonio con el periodista y gestor cultural Arturo Navarro.
Fue directora de prensa de Televisión Nacional de Chile (TVN) entre 1991 y 1994. En 2000 asumió como directora de la Secretaría de Comunicación y Cultura del Ministerio Secretaría General de la Presidencia, cargo que ejerció hasta mayo del año siguiente, cuando fue nombrada presidenta del Consejo Nacional de Televisión de Chile (CNTV). 
Fue presidenta de la Sociedad de Derechos Literarios (Sadel), miembro del directorio de Educación 2020 y consejera de ComunidadMujer. Fue panelista de Estado nacional entre 2011 y 2015.  Asimismo, integró el Consejo de Ética de la Federación de Medios de Comunicación Social de Chile; fue socia fundadora del Capítulo Chileno de Transparencia Internacional y profesora de la Escuela de Periodismo de la Universidad de Chile. Es columnista habitual de El Mostrador y panelista de Mesa Central en Tele13 Radio y Canal 13. Recibió el premio Lenka Franulic 2017.
En noviembre de 2020 anunció su candidatura a la Convención Constitucional como parte del movimiento Independientes No Neutrales, representando al distrito 10 en la lista denominada «Independientes por la Nueva Constitución». Para esto, renunció a su rol como panelista en el programa Mesa central de Canal 13. Resultó elegida en los comicios desarrollados el 15 y 16 de mayo de 2021. Dentro de dicho organismo integró la comisión transitoria de Comunicaciones, Información y Transparencia. Tras la aprobación del reglamento de la Convención, en octubre de 2021, Politzer se incorporó a la comisión temática de Sistema Político, Gobierno, Poder Legislativo y Sistema Electoral.
Ha sido activa en la defensa del Estado de Israel en sus ataques militares contra Hamás después de la masacre de civiles perpetrada por este grupo terrorista en octubre de 2023.

## Obras
- Miedo en Chile, CESOC, 1985.
- La ira de Pedro y los otros, Planeta, 1988.
- Fear in Chile: lives under Pinochet, Random House, NY, 1989.
- Altamirano, Melquíades-Ediciones B, 1989.
- El libro de Lagos, Ediciones B, 1998.
- Mujeres: la sexualidad secreta, Sudamericana, 1999.
- Chile: ¿de qué estamos hablando? Retrato de una transformación asombrosa, Random House, 2006.
- Bachelet en tierra de hombres, Random House Mondadori, 2010.
- Batuta Rebelde: biografía de Jorge Peña Hen, Random House Mondadori, 2020.

## Historial electoral

### Elecciones de convencionales constituyentes de 2021
- Elecciones de convencionales constituyentes de 2021, para convencional constituyente por el distrito 10 (La Granja, Macul, Ñuñoa, Providencia, San Joaquín y Santiago)[15]

| Candidato | Candidato                  | Pacto | Pacto                                | Partido | Partido | Votos  | Resultados   |
| --------- | -------------------------- | ----- | ------------------------------------ | ------- | ------- | ------ | ------------ |
|           | Fernando Atria Lemaitre    |       | Apruebo Dignidad                     |         | Ind-RD  | 52 443 | Convencional |
|           | Teresa Marinovic Vial      |       | Vamos por Chile                      |         | Ind-RN  | 39 700 | Convencional |
|           | Patricia Politzer Kerekes  |       | Ind. por una Nueva Constitución      |         | Ind.    | 31 695 | Convencional |
|           | Jorge Baradit Morales      |       | Lista del Apruebo                    |         | Ind-PS  | 21 847 | Convencional |
|           | Gonzalo Blumel Mac-Iver    |       | Vamos por Chile                      |         | EVO     | 19 131 |              |
|           | Cristian Monckeberg Bruner |       | Vamos por Chile                      |         | RN      | 18 533 | Convencional |
|           | Karina Nohales Peña        |       | Movimientos Sociales: Unidad de Ind. |         | Ind.    | 14 630 |              |
|           | Emilia Schneider Videla    |       | Apruebo Dignidad                     |         | COMU    | 12 492 |              |
|           | Manuel Woldarsky González  |       | La Lista del Pueblo                  |         | Ind.    | 10 544 | Convencional |
|           | Antonia Orellana Guarello  |       | Apruebo Dignidad                     |         | CS      | 10 309 |              |
|           | Laura Albornoz Pollman     |       | Lista del Apruebo                    |         | PDC     | 7814   |              |
|           | Giovanna Roa Cadín         |       | Apruebo Dignidad                     |         | RD      | 3843   | Convencional |
|           | Jaime Parada Hoyl          |       | Lista del Apruebo                    |         | Ind.    | 3150   |              |
|           | Macarena Lobos Palacios    |       | Ind. por una Nueva Constitución      |         | Ind.    | 2289   |              |